# Ptrukša
Ptrukša és un poble i municipi d'Eslovàquia. Es troba a la regió de Košice, a l'est del país.

## Història
La primera referència escrita de la vila data del 1281.

## Demografia
| Godina             | 1994 | 2004   | 2014   | 2024   |
| ------------------ | ---- | ------ | ------ | ------ |
| Nombre de persones | 516  | 519    | 494    | 448    |
| Diferència         |      | +0,58% | −4,81% | −9,31% |

| Godina             | 2023 | 2024   |
| ------------------ | ---- | ------ |
| Nombre de persones | 452  | 448    |
| Diferència         |      | −0,88% |